# Chaetellipsis alternata
Chaetellipsis alternata är en tvåvingeart som först beskrevs av Zia 1963.  Chaetellipsis alternata ingår i släktet Chaetellipsis och familjen borrflugor. Inga underarter finns listade i Catalogue of Life.